# Крістоф Согло
Крістоф Согло (фр. Christophe Soglo; нар. 28 червня 1909, Абомей — пом. 7 жовтня 1983) — бенінський військовий офіцер та політичний лідер, а також одна з найвагоміших постатей в історії Беніну за часів політичної нестабільності, постійних, хоч і безкровних, переворотів, що відбувались у країні в 1960-х роках.
Після здобуття Беніном незалежності 1960 року Согло отримав звання полковника та посаду начальника генерального штабу за часів президентства Юбера Маги. 28 жовтня 1963 року Согло узяв до своїх рук владу в країні з метою попередження громадянської війни. Він утворив Тимчасовий уряд із собою як його головою. Після реорганізації уряду він склав із себе повноваження глави держави у січні 1964 року та передав владу Суру Мігану Апіті, який став новим президентом. Невдовзі між Апіті з іншими політичними діячами виникли значні суперечки. Після безрезультатних спроб налагодити політичний діалог Согло знову здійснив переворот у листопаді 1965 року та утримував владу в Беніні до грудня 1967 року, коли група молодших офіцерів скинула і його. Після цього Согло пішов з політики.